# فرانسوا ایزاک دو ریواز
فرانسوا ایزاک دو ریواز (به فرانسوی: François Isaac de Rivaz)، (زاده ۱۹ دسامبر ۱۷۵۲ - درگذشته ۳۰ ژوئیه ۱۸۲۸) یک سیاستمدار و مخترع سویسی- فرانسوی بود.
او موتور درون‌سوز یا احتراق داخلیِ هیدروژنی را با احتراق الکتریکی اختراع و آن را در یک نشریهٔ ثبت اختراع فرانسوی در سال ۱۸۰۷ منتشر کرد. در سال ۱۸۰۸ او آن را بر روی یک وسیلهٔ نقلیهٔ ابتدایی به گونه‌ای که قابل استفاده بود نصب کرد. این "اولین خودرو احتراق داخلی در جهان» بود.